# Red Rodney
Robert Roland Chudnick detto Red Rodney (Filadelfia, 27 settembre 1927 – Boynton Beach, 27 maggio 1994) è stato un musicista jazz statunitense.
Come trombettista ha suonato con Serge Chaloff, Buddy Rich, Jimmy Dorsey, Georgie Auld, Benny Goodman, Charlie Parker, Dizzy Gillespie e Jimmy Hastings.

## Biografia
Verso la metà del 1946 Rodney incise giovanissimo anche il suo primo disco assieme al sassofonista Serge Chaloff, al tenorsassofonista Earl Swope, al pianista George Wallington, al bassista Curley Russell, e al batterista Tiny Kahn, per la Savoy.
Nel 1949 accettò l'invito di Charlie Parker di suonare nel suo quintetto, in cui vi era anche Dizzy Gillespie.
Nel 1958 ha lasciato il jazz a causa della diminuzione delle opportunità, la mancanza di accettazione nel bebop di un trombettista bianco, oltre a problemi con la polizia sulla sua tossicodipendenza. Ha continuato a lavorare in altri campi musicali.
Red Rodney, che era diventato infatti un consumatore di droghe, prese a frequentare a Las Vegas e a Los Angeles, con il figlio Mark Rodney, chitarrista acustico (ed entrambi eroinomani), il celebre ex campione del mondo di pugilato Sonny Liston, sospettato di essere un pusher. Rodney ha ricordato di essere stato presentato all'ex campione del mondo da Sammy Davis Jr. In particolare, nel 1969 Liston sarebbe diventato guardaspalle del figlio Mark, con il quale avrebbe condiviso la tossicodipendenza. Nel 1970 accadde un evento molto strano: Mark Rodney scomparve e fu dato per morto, in seguito al ritrovamento nel deserto di un cadavere in una Caddillac bruciata, salvo poi riapparire vivo e vegeto nel 1971. Red Rodney nel 1975 è stato anche arrestato per questioni di droga.
Negli ultimi anni si era dedicato alle ballads. È morto di cancro a 66 anni.
Il figlio più giovane, Jeff Rodney, è anch'egli musicista.

## Discografia

### Come leader
- 1951: First Sessions – Volume 3 (Savoy Records)
- 1952: Red Rodney Quintets (Fantasy Records)
- 1957: Red Rodney 1957 (Signal) con Ira Sullivan, Tommy Flanagan, Oscar Pettiford, Philly Joe Jones.
- 1959: Fiery (Savoy) reissue of Red Rodney 1957 (Signal)
- 1959: Red Rodney Returns (Argo)
- 1973: Bird Lives! (Muse)
- 1973/1981: Bluebird (Muse/Camden)
- 1982 "Spirit Within" (Electra) con Ira Sullivan
- 1986: No Turn On Red (Denon)
- 1988: Red Giant (Steeplechase)
- 1988: One For Bird (Steeplechase)
- 1988: Red Snapper (Steeplechase)
- 1992: Then And Now (Chesky)
- 1993: The Tivoli Session (Steeplechase)

### Come solista
- 1945: Charlie Ventura: 1945–1946 (Classics)
- 1946: Buddy Rich: 1946–1948 (Classics)
- 1948: Woody Herman: Keeper of the Flame (Capitol)
- 1949: Charlie Parker: Bird: The Complete Charlie Parker on Verve
- 1949: Charlie Parker: Swedish Schnapps (Verve)
- 1950: Charlie Parker: Bird at St. Nick's (OJC)

Con Dizzy Gillespie
- To Diz with Love (Telarc, 1992)

Con i Bob Thiele Collective
- Louis Satchmo (1991)